# Carl Ebert (Maler)

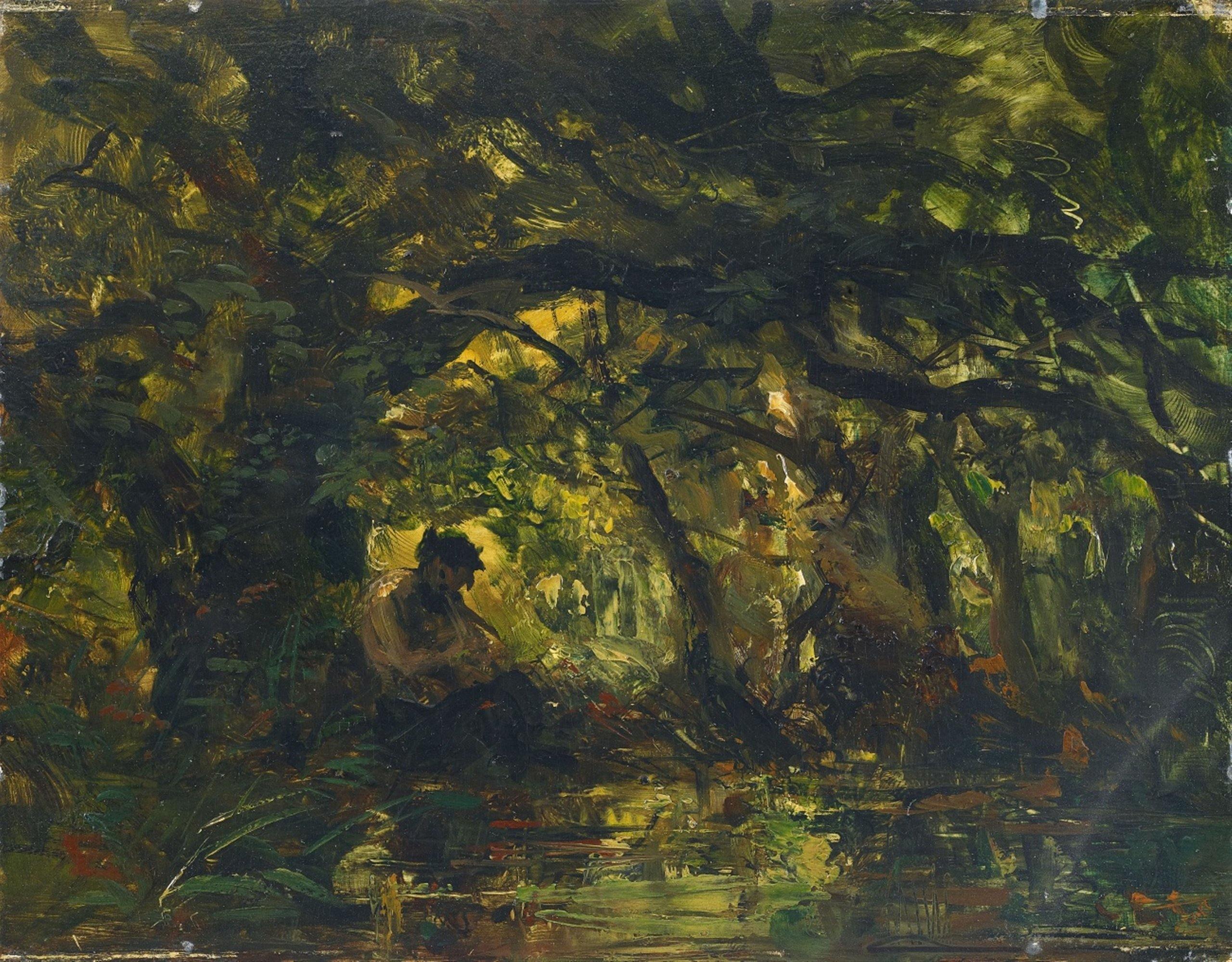
Waldinneres mit Flöte spielendem Pan

Karl Ebert (auch: Carl Ebert; * 13. März 1821 in Stuttgart; † 1. März 1885 in München) war ein deutscher Landschaftsmaler.

## Leben
Nach dem frühen Tode seiner Eltern haben ihm seine Verwandten ermöglicht, an der Königlichen Kunstschule Stuttgart bei Gottlob Friedrich Steinkopf und Johann Friedrich Dieterich zu studieren.
1846 kam  er nach München, wo er Privatschüler von Eduard Schleich dem Älteren wurde und oft die Münchener Pinakothek besuchte, um Werke niederländischer Meister zu studieren.
Mit Friedrich Salzer und Richard Zimmermann besuchte er die Malerkolonien Polling und Eberfing. Seitdem widmete er sich ausschließlich der Landschaftsmalerei, insbesondere den Waldlandschaften.
Er besuchte die Pariser Weltausstellungen 1855 und 1867, wurde dort von der Schule von Barbizon beeinflusst.
Gemeinsam mit Eduard Schleich dem Älteren  und Carl Morgenstern unternahm er Studienreisen nach Frankreich, Belgien und Holland. 1857 und 1872 besuchte er Italien. Im Jahre 1881 verbrachte er mehrere Monate in Bosnien.
Vom König Ludwig II. von Bayern erhielt er eine Staatspension, vom König Karl von Württemberg wurde er mit dem Ritterkreuz des Kronenordens ausgezeichnet.